# Таємниці чужинців
«Таємниці чужинців» (англ. Alien Secrets) — дитячий науково-фантастичний роман англійської та американської письменниці Анетт Кертіс Клаус, вперше надрукований 1993 року. За даними WorldCat примірники книги знаходяться у понад 1400 бібліотеках.

## Сюжет
Події роману розгортаються навколо людини жіночої статі на ім’я Пук. Після вигнання з інтернату на Землі, Пук прямує до чужої планети, яку люди називають Аврора, де її батьки (ксеноантропологи, які сподіваються вивчити батьківщину Шоуву) чекають її прибуття. Перебуваючи на борту космічного корабля «Котяча колискова», вона несподівано подружилася з інопланетянином на ім’я Хаш. Новий друг Пук відчайдушно шукає священний артефакт, який у нього викрали. Реліквія має велике значення; це цінний предмет серед його раси. Перебуваючи на борту космічного корабля, і Пак, і Хуш опиняються зануреними в таємницю втрачених предметів, привидів та вбивств.

### Головні герої
- Пук (Робін Гудфеллоу) — завзята, самовпевнена 13 річна дівчинка-людина
- Хаш — юний прибулець чоловічої статі.

## Нагороди
Книга виграла дві нагороди:
- 1994 — Премія студентської книги штату Мен;
- 1995 — Техаська премія Bluebonnet